# 马扎尔根奇
马扎尔根奇（匈牙利語：Magyargencs）是匈牙利维斯普雷姆州所辖的一个村，总面积38.01平方公里，总人口538，人口密度14.2人/平方公里（2010年1月1日）。